# Gomukhásana

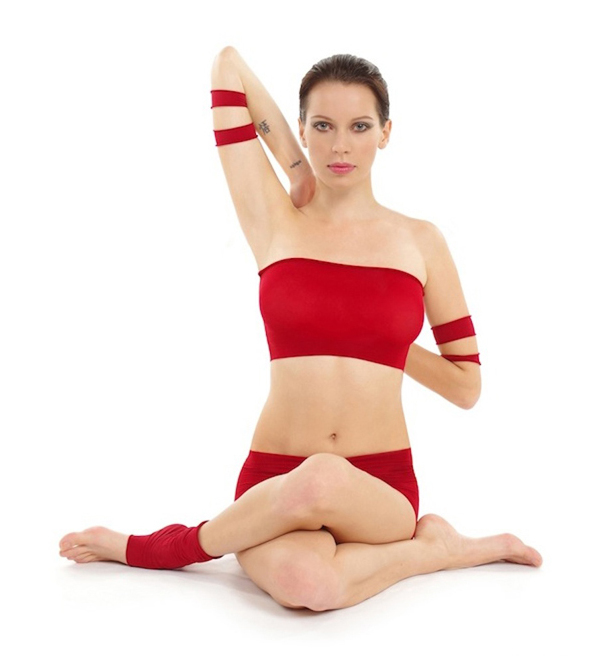
Gomukhásana

Gomukhásana nebo gómukhásana je jedna z ásan.

## Etymologie
Gow (गो) znamená v sanskrtu "kráva", Mukha (मुख) znamená "tvář" nebo "pusa", a ásana (आसन) znamená "pozice".

## Popis
Těsně překřížená stehna a ruce sepjaté za zády vytvářejí polohu asymetrické rovnováhy. Překříží se nohy tak, aby paty byly z vnější strany sedacích kostí. Musí se co nejvíce přiblížit kolena nad sebou a k sobě. Pokud je levá noha nahoře, tak se ruce překříží za zády tak, aby pravá ruka byla nahoře. Pokud ruce slabší cvičenec nespojí, pomůže si ručníkem. Snaží se dostat předloktí do osy páteře. To mu pomůže narovnat se v páteři. Poloha se provádí na obě strany: jednou levá noha nahoře a pak je pravá noha nahoře, ruce jsou opačně než nohy.